# تحلیل حساسیت

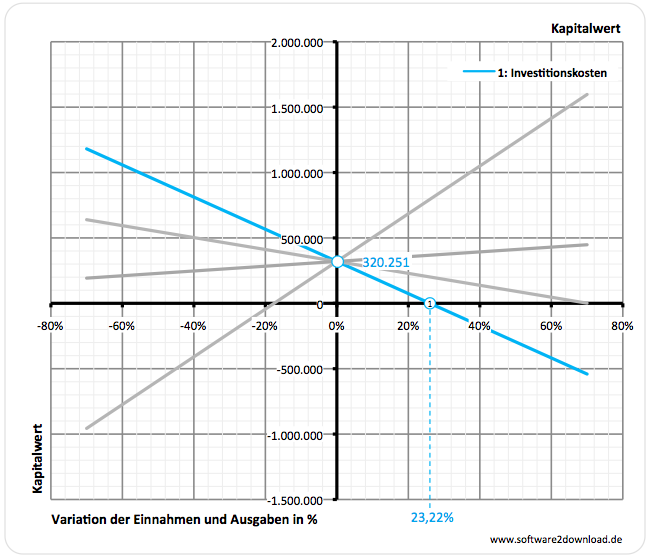
تحلیل حساسیت

تحلیل حساسیت (به انگلیسی: Sensitivity analysis (SA)) به مطالعه تاثیرپذیری متغیرهای خروجی از متغیرهای ورودی یک مدل آماری گفته می‌شود. به عبارت دیگر روشی برای تغییر دادن در ورودی‌های یک مدل آماری به صورت سازمان‌یافته (سیستماتیک) است که بتوان تأثیرات این تغییرها را در خروجی مدل پیشبینی کرد.
روش‌های ریاضی معمولاً از روابط و متغیرها نوشته شده‌اند. روابط می‌توانند با اپراتورها نظیر اپراتور الجبرا، توابع، اپراتور دیفرانسیلی و غیره باشد. متغیرها چکیده‌ای از پارامترهای سیستم هستند که می‌توانند کمّی شوند. چندین شاخص دسته‌بندی برای مدل‌های ریاضی، بسته به ساختارشان، می‌تواند استفاده شود.
1. خطی یا غیرخطی: اگر تمام اپراتورها در مدل ریاضی خطی باشند، نتایج مدل ریاضی نیز به صورت خطی تعریف می‌شود. در غیر این صورت غیرخطی فرض می‌شوند. تعیین خطی یا غیرخطی به محتوا بستگی دارد، و مدل‌های خطی ممکن است حالات غیرخطی در خودشان داشته باشند. به عنوان مثال، معادله دیفرانسیل اگر بتواند با اپراتور دیفرانسیل خطی نوشته شود، خطی نامیده می‌شود، اما همچنان عبارت‌های غیرخطی در آن وجود دارد. در مدل برنامه‌ریزی ریاضی اگر توابع هدف و محدودیت‌ها کاملاً با معادلات خطی نمایش داده شوند، مدل به عنوان مدل خطی شناخته می‌شود. اگر یک یا چند تابع هدف یا محدودیت با معادلات غیرخطی نمایش داده شوند، آن‌گاه مدل غیرخطی شناخته می‌شود.
2. استاتیک یا پویا: مدل پویا برای تغییرات وابسته به زمان استفاده می‌شود، درحالی‌که مدل استاتیک (یا حالت پایدار) سیستم را در حالت تعادل محاسبه می‌کند، و بنابراین سیستم در زمان ثابت مورد بررسی است. مدل‌های دینامیکی معمولاً با معادلات دیفرانسیل نشان داده می‌شوند.
3. حقیقی یا مجازی: اگر تمام پارامترهای ورودی کل مدل شناخته شده باشد، و بتوان پارامترهای خروجی را با سری متناهی‌ای از محاسبات به‌دست‌آورد، مدل حقیقی شناخته می‌شود. اما گاهی اوقات این پارامترهای خروجی هستند که شناخته شده‌اند و ورودی‌ها با روشی تکراری باید حل شوند، مانند روش نیوتن (اگر مدل خطی است) یا روش برایتون (اگر مدل غیرخطی است).
4. گسسته یا پیوسته: مدل گسسته با هدف‌ها به صورت گسسته رفتار می‌کند، مانند اجزا در مدل مولکولی یا حالت‌ها در مدل استاتیکی؛ در حالی‌که مدل پیوسته هدف‌ها را در حالت پیوسته نشان می‌دهد، مانند سرعت جریان سیال در لوله، دما و تنش در جامدات، و میدان‌های مغناطیسی.
5. قطعی یا احتمالی: مدل قطعی مدلی است که در آن هر مجموعه‌ای از حالت‌های متغیرها، با پارامترهایی در مدل یا با مجموعه‌ای از حالت‌های قبل این متغیرها، تعیین شده‌است، نه با توزیع احتمالی.

۶) استقرایی یا استنتاجی: مدل استقرایی ساختاری منطقی بر پایه نظریه‌ها دارد. مدل استنتاجی از یافته‌های مجازی نتیجه می‌شود و به نوعی شهودی است.[۱]